# Caecum cycloferum
Caecum cycloferum là một loài ốc biển nhỏ, là động vật thân mềm chân bụng sống ở biển trong họ Caecidae.

## Miêu tả

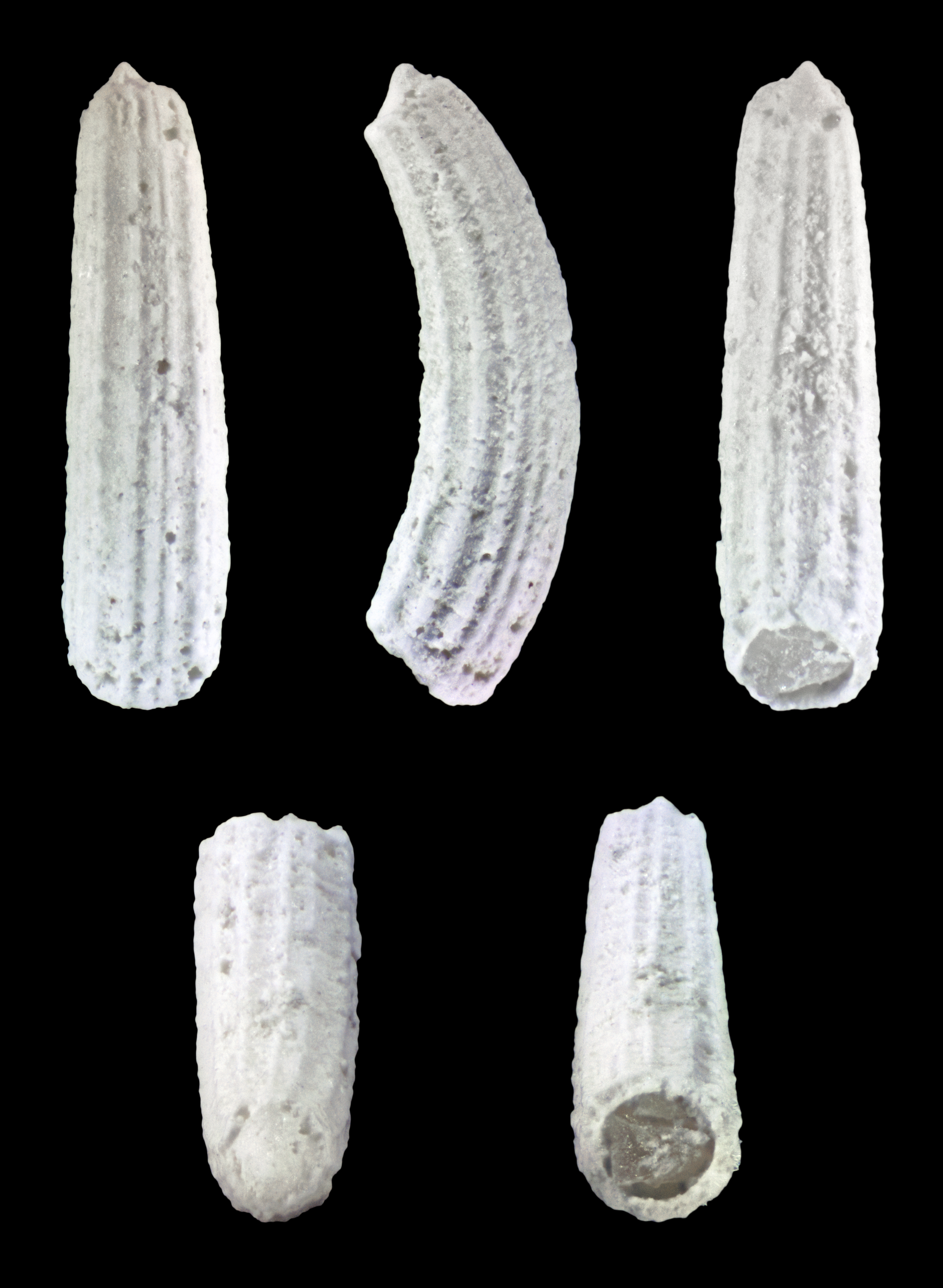
Mẫu hóa thạch, Pliocene, Florida

Độ dài vỏ lớn nhất ghi nhận được là 6 mm.

## Môi trường sống
Độ sâu nhỏ nhất ghi nhận được là 0 m. Độ sâu lớn nhất ghi nhận được là 101 m.